# Еслебен-Тойтлебен
Еслебен-Тойтлебен (нім. Eßleben-Teutleben) — громада в Німеччині, розташована в землі Тюрингія. Входить до складу району Земмерда. Складова частина об'єднання громад Буттштедт.
Площа — 7,65 км2. Населення становить Невірний параметр metadata 16 068 011 ос. (станом на 31 грудня 2021).